# مانويل ارتيجا
مانويل ارتيجا (بالإسبانية: Manuel Arteaga)‏ (17 يونيو 1994 بماراكايبو في فنزويلا - ) هو لاعب كرة قدم فنزويلي في مركز الهجوم. شارك مع منتخب فنزويلا تحت 17 سنة لكرة القدم ومنتخب فنزويلا تحت 20 سنة لكرة القدم ومنتخب فنزويلا لكرة القدم. أما مع النوادي، فقد لعب مع نادي بارما ونادي باليرمو وهايدوك سبليت وDeportivo Anzoátegui S.C. ‏ وZulia F.C. ‏.

## روابط خارجية
- مانويل ارتيجا على موقع قاعدة بيانات كرة القدم.إي يو (الإنجليزية)
- مانويل ارتيجا على موقع ناشيونال فوتبول تيمز (الإنجليزية)
- مانويل ارتيجا على موقع Soccerway.com (الإنجليزية)
- مانويل ارتيجا على موقع عالم كرة القدم.نت (الإنجليزية)
- مانويل ارتيجا على موقع AS.com (الإسبانية)